# Buuu - Um Chamado para a Aventura
Buuu - Um Chamado para a Aventura era uma série de televisão brasileira exibida pelo canal por assinatura Gloob desde 9 de março de 2015. Produzida pela Casablanca e Ovo Em Pé, a série é criada por Carlinhos Dornelles, dirigida por Chris Tex e adaptada para televisão por Luiz Caramez. A primeira temporada foi exibida entre 9 de março e 11 de abril de 2015, em 26 episódios. No dia 2 de setembro de 2015, uma segunda temporada da série foi confirmada, porém, nunca gravada por um desacordo entre criadores e produtores, porém já escrita até a 5a Temporada pelo seu criador Carlinhos Dornelles. Em Portugal foi transmitida desde 25 de outubro de 2016 pelo canal SIC K sob o nome de Buuu e mais tarde pelo canal SIC em meados de agosto de 2018.
Conta com Henrique Filgueiras, Nicolas Cruz, Lyvia Maschio e Any Gabrielly nos personagens principais da série, que trouxe diversas participações especiais.

## Produção e exibição
Com o intuito de alavancar a audiência entre os canais por assinatura, o Gloob resolveu investir em produções originais. Assim, Buuu, inspirado em diversos conteúdos dos anos 80, como Os Goonies. Foi a aposta para uma nova produção nacional.  A série foi criada por Carlinhos Dornelles, que inclusive dá o seu nome ao personagem principal e fez diversas homenagens a sua família, como por exemplo Isadora (sua filha) e o fantasma principal Reginaldo (seu pai). Foi adaptada para televisão por Luiz Caramez e produzida em conjunto pela Ovo Em Pé e Casablanca. A primeira temporada foi gravada entre julho e novembro de 2014, com uma equipe de produção inovadora e muito jovem. A maioria das cenas gravadas no próprio Instituto Butantan. . A produção da série envolveu vários modos de filmagem, trazendo grandes nomes como Jesus (bonequeiro do Castelo Rá-Tim-Bum), trilha sonora por Barbatuques, cenas em 3D e stop motion.
Devido à excelente audiência e sucesso atingido pela primeira temporada, uma nova temporada foi anunciada oficialmente em 2 de setembro de 2015, que nunca chegou a ser gravada por um desacordo comercial entre os criadores e os produtores. Em Portugal, estreou em 25 de outubro de 2016 no canal SIC K sob o nome simplesmente de Buuu.

## Enredo
As férias acabaram de começar e os pais de Carlinhos e Casca decidem levá-los ao Instituto Butantan. Lá, eles encontram Isadora e Chica. Passeando pelo imenso instituto eles acabam deparando com fantasmas, até que descobrem que um dos fantasmas é o avô de Carlinhos e Casca, Reginaldo. O cientista então dá uma grande missão às crianças: recuperar o Soro da Imunidade. Mas as crianças se deparam com inúmeros desafios no caminho, dentre eles, Bárbara, a funcionária do instituto que tenta com todas as chances descobrir o segredo delas e ganhar o cargo de diretora e também o Faraó Sobecotep I, que busca o soro. Na busca pelo objeto e com a ajuda dos fantasmas, as crianças vivem uma grande aventura.

## Elenco
Henrique Filgueiras e Nicolas Cruz interpretam Carlinhos e Casca, respectivamente, dois irmãos que são levados ao Instituto Butantan. Lá Carlinhos encontra sua amiga Isadora (Lyvia Maschio), que apresenta à dupla sua amiga Chica (Any Gabrielly). Rodando pelo prédio eles encontram um fantasma, que mais tarde acabam descobrindo ser avô dos irmãos, o cientista Reginaldo (Rogério Márcico). Ele por sua vez, é amigo de outros três fantasmas cientistas renomados: Paul Ehrlich (Luiz Serra), Vital Brazil (Walter Breda) e Carlos Chagas (Eduardo Chagas). O atual diretor do instituto é Airton (Carlo Briani), mas ele está na mira de Bárbara (Lígia Cortez), que pretende fazer de tudo para o ocupar o posto, contando com a ajuda de Sebastião (Silvio Matos), um dos faxineiros de lá. As crianças, com a ajuda dos fantasmas, se infiltram em uma pirâmide milenar em busca do Soro da Imunidade. No meio do caminho eles se deparam com Kiki (Márcia de Oliveira) e a egípcia Orinde (Mayana Moura). Eles têm como adversários Bárbara e o Faraó Sobecotep I (Guilherme Lopes). Danilo Ribeiro é caracterizado como um gorila azul para compor Simi, enquanto Chris Tex dá voz ao personagem.«Março:Gloob estreia nova produção original "Buuu - Um Chamado para a Aventura"». VCFAZ.NET. 26 de janeiro de 2015. Consultado em 11 de setembro de 2016</ref>

## Episódios
| Temporada | Temporada | Episódios | Exibição original    | Exibição original   |
| Temporada | Temporada | Episódios | Estreia de temporada | Final de temporada  |
| --------- | --------- | --------- | -------------------- | ------------------- |
|           | 1         | 26        | 9 de março de 2015   | 11 de abril de 2015 |

### 1ª Temporada
| Episódio N° | Título                          | Exibição original   |
| ----------- | ------------------------------- | ------------------- |
| 1           | "Um Chamado Para a Aventura"    | 9 de março de 2015  |
| 2           | "Segredo do Butantan"           | 10 de março de 2015 |
| 3           | "Enigma da Naja"                | 11 de março de 2015 |
| 4           | "Coragem à Toda Prova"          | 12 de março de 2015 |
| 5           | "Mantra dos Pajés"              | 13 de março de 2015 |
| 6           | "Uma Bárbara no Caminho"        | 16 de março de 2015 |
| 7           | "Bastião, o Espião"             | 17 de março de 2015 |
| 8           | "Cobrindo os Rastros"           | 18 de março de 2015 |
| 9           | "Câmara dos Seres Marinhos"     | 19 de março de 2015 |
| 10          | "O Elixir e o Diário"           | 20 de março de 2015 |
| 11          | "O Guardião da Pirâmide"        | 23 de março de 2015 |
| 12          | "Entre o Fogo e a Beleza"       | 24 de março de 2015 |
| 13          | "Os Segredos da Lente"          | 25 de março de 2015 |
| 14          | "Câmara do Sol Adormecido"      | 26 de março de 2015 |
| 15          | "Orinde e o Próximo Elemento"   | 27 de março de 2015 |
| 16          | "Entre a Luz e a Escuridão"     | 30 de março de 2015 |
| 17          | "Entrada Clandestina"           | 31 de março de 2015 |
| 18          | "Descoberta da Sala Cósmica"    | 1 de abril de 2015  |
| 19          | "Sala das Máquinas"             | 2 de abril de 2015  |
| 20          | "Pequeno Mundo"                 | 3 de abril de 2015  |
| 21          | "Pó de Ouro"                    | 6 de abril de 2015  |
| 22          | "Câmara das Passagens"          | 7 de abril de 2015  |
| 23          | "Leonardo e os Cinco Elementos" | 8 de abril de 2015  |
| 24          | "O Retorno do Faraó"            | 9 de abril de 2015  |
| 25          | "Redenção de Orinde"            | 10 de abril de 2015 |
| 26          | "Batalha Final"                 | 10 de abril de 2015 |